# Alburnus zagrosensis
Espèce
Alburnus zagrosensis est un poisson d'eau douce de la famille des Cyprinidae.

## Répartition
Alburnus zagrosensis est endémique d'Iran où elle se rencontre dans le fleuve Karoun dans les monts Zagros.

## Description
La taille maximale connue pour Alburnus zagrosensis est de 130 mm.

## Étymologie
Son nom spécifique, composé de zagros et du suffixe latin -ensis, « qui vit dans, qui habite », lui a été donné en référence au lieu de sa découverte, les monts Zagros.

## Publications originales
- Coad, 2009 : Alburnus zagrosensis n. sp., a new species of fish from the Zagros Mountains of Iran (Actinopterygii: Cyprinidae). Zoology in the Middle East, vol. 48, p. 63-69[3] (introduction).